# 朱健櫏
鉅野端肅王朱健櫏（1495年—1555年），明朝魯藩第四代鉅野王，鉅野莊憲王朱當涵的庶第二子。

## 生平
弘治十五年（1502年）正月，獲賜名健櫏。嘉靖八年（1529年），鉅野莊憲王朱當涵去世。嘉靖十年（1531年）十一月，朱健櫏襲封鉅野王。
嘉靖三十四年（1555年），朱健櫏去世，享年六十一歲，諡號端肅。兩年後，庶第二子朱觀燖襲爵。

## 家庭

### 妻
- 趙氏，義官趙希進長女，嘉靖十年（1531年）十一月冊為鉅野王妃[3]，生朱觀㶷[7]。

### 妾
- 劉氏，冊為鉅野王夫人，生朱觀燖。
- 段氏，冊為鉅野王夫人，生朱觀灮。[8]

### 子
- 嫡長子：鉅野長孫朱觀㶷[7]
- 庶第二子：鉅野惠榮王朱觀燖
- 庶第三子：鎮國將軍朱觀灮，後管理府事[9]